# Kagufélék
A kagufélék (Rhynochetidae) a madarak (Aves) osztályának és az Eurypygiformes rendjének egyik családja. A családba csak egy madárnem tartozik.

## Rendszertani besorolásuk
Ezeket a madarakat, korábban a darualakúak (Gruiformes) rendjébe sorolták be, de az újabb alaktani- és DNS-vizsgálatok alapján, melyeket 2014-ben Jarvis és társai végeztek el, kitudódott, hogy a kagufélék és közeli rokonuk a guvatgém (Eurypyga helias) külön rendet alkotnak.

## Előfordulásuk
Mindkét kagufaj Új-Kaledónia területén fordult, illetve az egyik még fordul elő.

## Rendszerezésük
A családba az alábbi 1 madárnem és 2 faj tartozik:
- Rhynochetos Verreaux & Des Murs, 1860
  - kagu (Rhynochetos jubatus) Verreaux & Des Murs, 1860
  - †Rhynochetos orarius Balouet & Olson, 1989

### Fordítás
- Ez a szócikk részben vagy egészben  a   Rhynochetos című angol Wikipédia-szócikk ezen változatának fordításán alapul.  Az eredeti cikk szerkesztőit annak laptörténete sorolja fel. Ez a jelzés csupán a megfogalmazás eredetét és a szerzői jogokat jelzi, nem szolgál a cikkben szereplő információk forrásmegjelöléseként.